# فرولوش
فرولوش (به بلغاری: Frolosh) یک منطقهٔ مسکونی در بلغارستان است که در شهرستان کوچرینوفو واقع شده‌است.
 فرولوش ۵۲٫۰۹۴ کیلومتر مربع مساحت و ۱۲۰ نفر جمعیت دارد و ۸۱۶ متر بالاتر از سطح دریا واقع شده‌است.